# SEMAT
SEMAT (Software Engineering Method and Theory) é uma iniciativa para remodelar a engenharia de software de tal forma a qualificá-la como uma disciplina rigorosa. A iniciativa foi lançada em Dezembro de 2009  por Ivar Jacobson, Bertrand Meyer e Richard Soley.
Os patrocinadores e apoiadores da iniciativa SEMAT concordaram e assinaram uma Chamada a Ação:
A Engenharia de software é gravemente prejudicada hoje por práticas imaturas. Os problemas específicos incluem:
- A prevalência de modas do que de uma disciplina de engenharia.
- A falta de voz a amplamente aceitas bases teóricas.
- O número enorme de métodos e variantes do método, com diferenças pouco compreendidas e artificialmente ampliadas.
- A falta de avaliação experimental e validação em que se possa acreditar.
- A divisão entre as práticas da indústria e pesquisa acadêmica.

A inicitaiva apoia um processo para refundar a engenharia de software baseada em uma teoria sólida, princípios comprovados e melhores práticas que:
- Inclui um kernel de elementos amplamente definidos, extensível para usos específicos
- Aborde tanto questões de tecnologia quanto de pessoas
- São suportados pela indústria, academia, pesquisadores e usuários
- Suporta extensão em face da evolução dos requisitos e da tecnologia

O grande números de métodos não é em si um problema. Deveria haver muitos métodos focados em problemas e culturas diferentes, no entanto, esses métodos devem ser concebidos de tal maneira que eles possam ser comparados, avaliados e melhorados.
Um número significativo de especialistas de renome internacional no campo da engenharia de software endossa a Chamada a Ação da iniciativa. Os signatários incluem Scott Ambler, Barry Boehm, Erich Gamma, Watts Humphrey, Ken Schwaber etc. A iniciativa é suportada também por corporações como IBM, Microsoft, Ericsson, ABB e Samsung. Alguns dos signatários são conhecidos no campo por modelos ou métodos de engenharia de software bem estabelecidos, os quais nem sempre são compatíveis. No entanto, o consenso sobre a iniciativa mostra que eles concordam com a importância da refundação da engenharia de software.
As críticas da SEMAT argumentam que a Engenharia de Software é heterogênea por natureza, e que "moda" é uma palavra imprecisa porque a orientação a objetos já foi considerada moda.